# Carta credencial

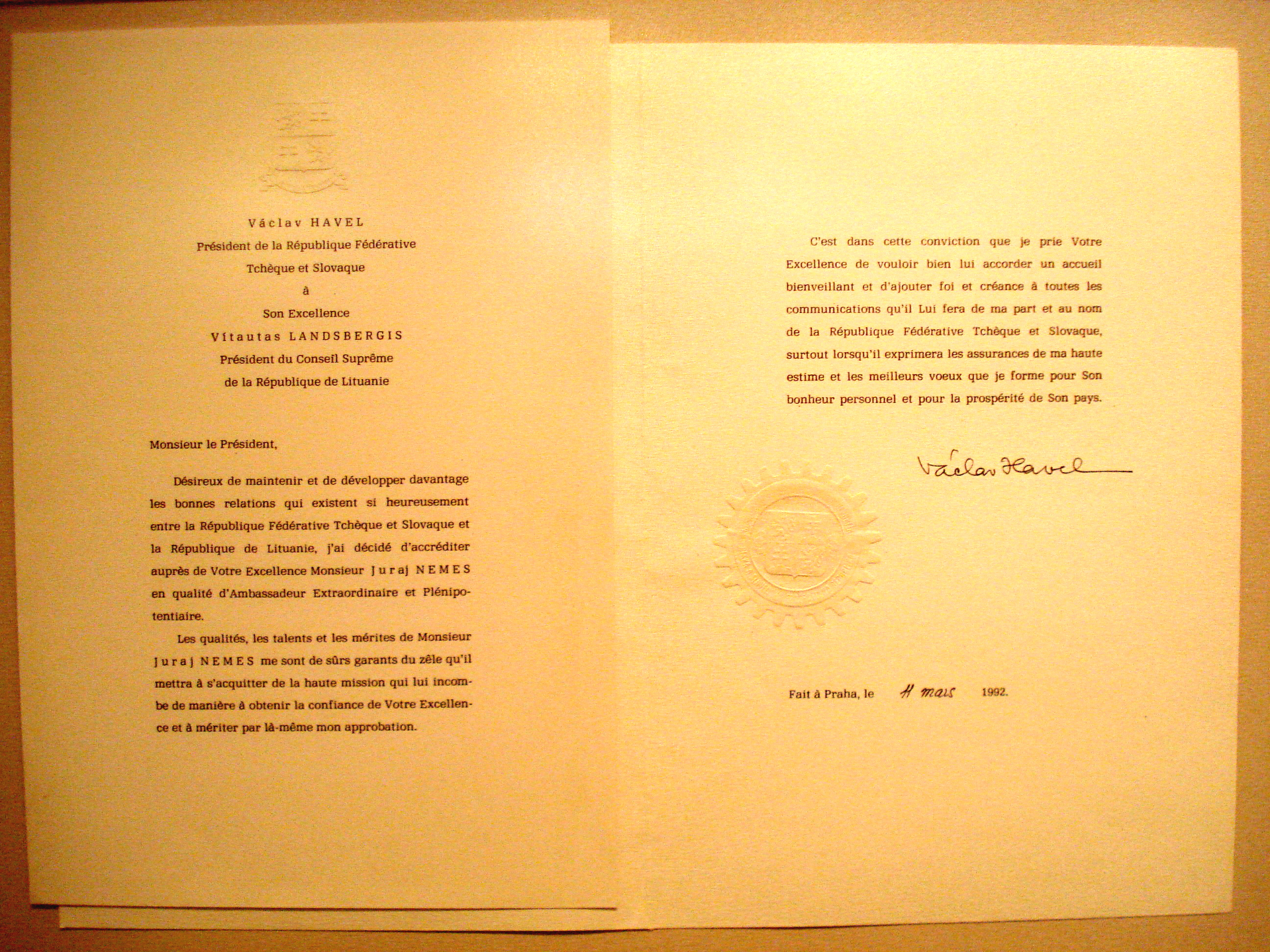
Carta credencial para o embaixador tchecoslovaco para a a Lituânia, escrita em francês - língua tradicional da diplomacia - e assinada pelo presidente Václav Havel

Uma carta credencial (em francês:  Lettre de créance) é uma carta diplomática formal que designa um diplomata como embaixador para outro estado soberano. Comumente conhecidas como credenciais diplomáticas, essas cartas são dirigidas de um chefe de estado para outro, pedindo-lhe para dar credibilidade (em francês:  créance) a tudo que o embaixador diga em nome de seu país. A carta é apresentada pessoalmente pelo embaixador ao chefe de Estado em uma cerimônia formal, marcando o início do período embaixatorial desse diplomata.

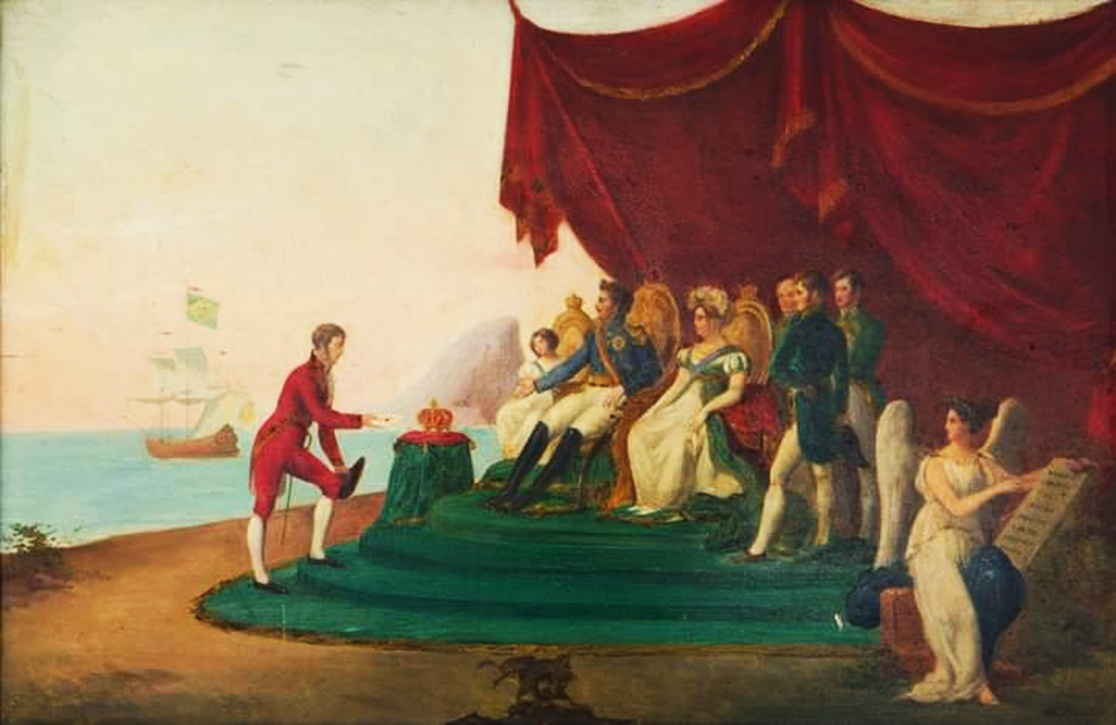
O imperador do Brasil, Pedro I, recebendo as credencias do embaixador britânico, Charles Stuart. Imagem do acervo do Museu Histórico e Diplomático do Itamaraty.

As cartas credenciais são tradicionalmente escritos em francês, a língua franca da diplomacia. No entanto, elas também podem ser escritas na língua oficial do estado remetente.

## Apresentação das credenciais

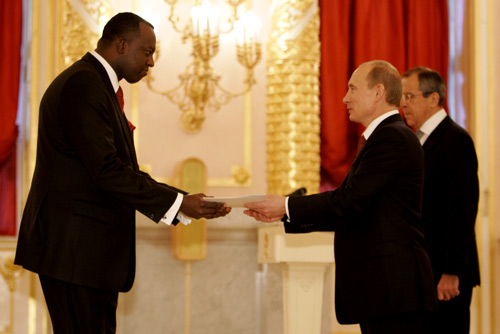
O embaixador Eugène-Richard Gasana, de Ruanda, apresenta suas credenciais ao presidente russo, Vladimir Putin, acompanhado pelo Ministro dos Assuntos Estrangeiros russo, Sergey Lavrov.

Após chegar a seu posto, um embaixador se encontra com o ministro de relações exteriores (ou equivalente) para conseguir a realização de uma audiência com o chefe de Estado.  O embaixador porta consigo duas cópias de suas credenciais: uma selada e uma não selada. A cópia não selada é entregue ao ministro quando da chega e o original (selado) é apresentado pessoal ao chefe de Estado numa cerimônia formal.:550 Os embaixadores não dão início às suas tarefas até que as credenciais sejam aceitas, e sua precedência em meio ao corpo diplomático é determinada pela data na qual as credenciais foram apresentadas. No entanto, os embaixadores têm direito à imunidade diplomática tão logo dão entrada no país para o qual estão designados.:32:261
O embaixador viaja para a cerimônia de apresentação em um veículo oficial, fornecido pelo país que o está recebendo, acompanhado por uma escolta militar. Nas monarquias constitucionais e nas democracias parlamentares, o chefe de Estado ou o vice-rei age de acordo com a assessoria (instruções vinculativas) do governo. O ministro dos negócios estrangeiros vai participar (estar presente) com o chefe de Estado na cerimônia real, para simbolizar o fato de que as credenciais estão sendo aceitas na base do aconselhamento por parte do governo. O costuma determina que o embaixador use ambas as mãos para apresentar as suas credenciais ao chefe de Estado.
Entre os reinos da Commonwealth, nos quais o monarca Britânico é o chefe de Estado de ambos os países, as credenciais de um Alto Comissário são escritas pelo primeiro-ministro do Estado remetente e apresentado ao primeiro-ministro do Estado de acolhimento.
Quando dois países mantêm relações no nível de encarregados de negócios, a carta credencial será escrita pelo ministro dos negócios estrangeiros do Estado remetente e dirigida ao ministro dos negócios estrangeiros do Estado receptor. Quando chegar a este último, o encarregado então apresentará as suas credenciais ao ministro dos negócios estrangeiros. Nesse nível, não se dirige nem se apresentam as credenciais ao chefe de Estado, o que simboliza o menor nível de relações diplomáticas entre os países. O encarregado, neste caso, também não terá direito a escolta militar ou a um carro oficial.